# Pískoviště (divadelní hra)
Pískoviště (polsky Piaskownica) je polská divadelní hra Michała Walczaka, který patří k nejmladší generaci polských dramatiků. Jeho debut Pískoviště se v Polsku dočkal značného ohlasu a několika inscenací. Autor byl označen za "vycházející hvězdu polské dramatiky".

## Děj
Tato divadelní hra se odehrává na pískovišti. Chlapec si na společném hřišti hraje na Batmana, holčička si donese panenku. Je to hra vyprávějící o nejjednodušších lidských věcech pomocí zvláštní, umělé, a zároveň nadmíru vážné formy. Příběh ženy a muže na pískovišti pojednává, o setkání dvou lidí, o nenaplněné lásce, pojednává o lidech, kteří si výborně rozumějí, ale nejsou si schopni zcela porozumět.